# Ersatz GB
Ersatz GB  è un album in studio del gruppo musicale post-punk inglese The Fall, pubblicato nel 2011.

## Tracce
1. Cosmos 7 – 2:48
2. Taking Off – 4:01
3. Nate Will Not Return – 6:02
4. Mask Search – 2:41
5. Greenway – 4:13
6. Happi Song – 4:19
7. Monocard – 8:08
8. Laptop Dog – 4:01
9. I've Seen Them Come – 6:05
10. Age of Chang – 3:27

## Formazione
- Mark E. Smith - voce
- Eleni Poulou - tastiere, voce
- Peter Greenway - chitarra
- Dave Spurr - basso
- Keiron Melling - batteria